# Saint-Prex
Saint-Prex – miasto i gmina (commune) w zachodniej Szwajcarii, w kantonie Vaud, w okręgu (district) Morges. Leży nad Jeziorem Genewskim.

## Demografia
W Saint-Prex mieszka 5871 osób. W 2021 roku 37% populacji gminy stanowiły osoby urodzone poza Szwajcarią.

## Transport
Przez teren miasta przebiegają autostrada A1 oraz droga główna nr 1. 